# Hildesheim Hauptbahnhof
Hildesheim Hauptbahnhof vasútállomás Németországban, Hildesheim városban. A német vasútállomás-kategóriák közül a második csoportba tartozik.

## Vasútvonalak
Az állomást az alábbi vasútvonalak érintik:
- Lehrte–Nordstemmen vasútvonal
- Hildesheim–Braunschweig vasútvonal
- Hildesheim–Goslar vasútvonal
- Hildesheim-Hohenhameln-Hämelerwald railway line

## Forgalom

### Regionális
| Járat | Útvonal                                                               | Ütem (percben) | Szolgáltató  |
| ----- | --------------------------------------------------------------------- | -------------- | ------------ |
| RE 10 | Hannover – Hildesheim – Salzgitter-Ringelheim – Goslar – Bad Harzburg | 060            | erixx        |
| RE 50 | Hildesheim – Braunschweig – Wolfsburg                                 | 060            | metronom     |
| RB 77 | Hildesheim – Hameln – Löhne – Bünde                                   | 060            | NordWestBahn |
| RB 79 | Hildesheim – Bad Salzdetfurth – Bodenburg                             | 060            | NordWestBahn |

### Távolsági
| Járat  | Útvonal | Ütem (percben) |
| ------ | --- | -------------- |
| ICE 12 | Berlin Ostbahnhof – Hildesheim – Göttingen – Kassel-Wilhelmshöhe – Frankfurt (Main) – Mannheim – Freiburg – Basel (– Interlaken Ost) | kétóránként    |
| ICE 13 | Berlin Ostbahnhof – Braunschweig – Hildesheim – Kassel-Wilhelmshöhe – Frankfurt Süd – Frankfurt Flughafen                            | kétóránként    |

### S-Bahn
| Járat | Útvonal                                                                               | Ütem (percben) |
| ----- | ------------------------------------------------------------------------------------- | -------------- |
| S 3   | Hildesheim – Sehnde – Lehrte – Hannover                                               | 060            |
| S 4   | Hildesheim – Sarstedt – Hannover Messe/Laatzen – Hannover – Langenhagen – Bennemühlen | 060            |

## Kapcsolódó állomások
A vasútállomáshoz az alábbi állomások vannak a legközelebb:
- Bahnhof Harsum (Lehrte, Hannover Hauptbahnhof, Lehrte–Nordstemmen vasútvonal, S3 (Hannover))
- Bahnhof Hildesheim Ost (Bodenburg, Hildesheim–Goslar vasútvonal, RB 79 (Niedersachsen))
- Bahnhof Hoheneggelsen (Wolfsburg Hauptbahnhof, Hildesheim–Braunschweig vasútvonal, RE 50 (Niedersachsen))
- Bahnhof Emmerke (Nordstemmen station, Bahnhof Herford, Bennemühlen, Lehrte–Nordstemmen vasútvonal, Weser-Bahn, S4 (Hannover))
- Sarstedt (Hannover Hauptbahnhof, Hildesheim–Braunschweig vasútvonal, RE 10 (Niedersachsen))